# Hingham (Royaume-Uni)
Pour les articles homonymes, voir Hingham.
Hingham est une ville du Norfolk en Angleterre.
La population était de 2 078 habitants en 2001.